# 1910年-1911年恐慌
1910年-1911年恐慌（1910ねん-1911ねんきょうこう、Panic of 1910–1911）は、シャーマン法の施行後に起きた軽度の景気後退であった。概して証券市場や特にスタンダード・オイルの破綻と共に独占禁止法の運用から苦しんでいたトレーダーに影響を与えた。